# 1872 год в истории железнодорожного транспорта
1872 год в истории железнодорожного транспорта

## События
- 5 марта — Джордж Вестингауз запантентовал воздушный тормоз.
- Построена узкоколейная линия Ярославль — Вологда Московско-Ярославской железной дороги.
- Закончено строительство Поти-Тифлисской железной дороги[1].
- 1872 год — Сдана в эксплуатацию первая очередь Константиновской железной дороги Константиновка—Еленовка. Построена станция Рудничная, названная впоследствии так же по фамилии местных землевладельцев — Рутченково.
- 1872 год — Горнопромышленное общество Юга России приступило к строительству подъездного пути от станции Рудничная к каменноугольному руднику близ села Кураховка — 24 версты (завершено в 1876 году).
- В России начали эксплуатировать цистерны отечественного производства, главным образом для перевозки нефти.[2]
- В Москве начала действовать первая линия конки от Брестского (Белорусского) вокзала до здания Городской Думы (Исторический музей), приуроченная к открытию Политехнической выставки.[2]
- В Боливии проложена первая железнодорожная линия.[2]
- Фирма «Вестингауз» начала выпускать тормоза для подвижного состава с автоматическим управлением.[2]
- В Японии проложена первая железнодорожная линия Токио — Иокогама.[2]
- В России образована Ряжско-Вяземская железная дорога.[3]
- В Бельгии построена Железная дорога 55 между Гентом — Тернёзеном.
- В Швейцарии начато строительство Сен-Готардской железной дороги.

## Персоны

### Родились
- Раевский, Александр Сергеевич — российский учёный, конструктор паровозов.